# 炸豆腐

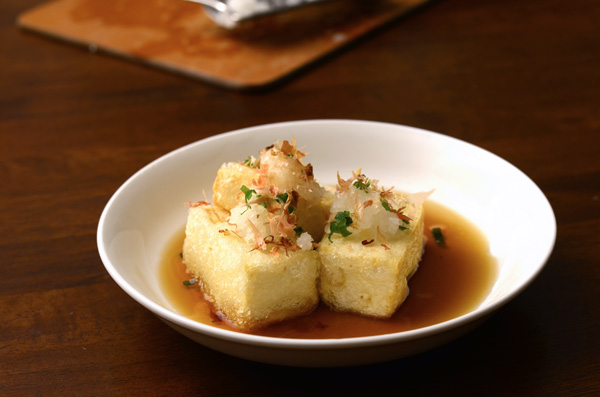
日式炸豆腐

揚出豆腐（日语：揚げ出し豆腐），或稱炸豆腐，是一種在豆腐外裹一層麵衣後進行油炸而成的日本料理。

## 類似食品
- 豆卜
- 油炸臭豆腐
- 油豆腐
- 淡水阿給 - 「阿給」為日文「揚げ」（あげ）的諧音。